# Neuilly-le-Réal
Neuilly-le-Réal é uma comuna francesa na região administrativa de Auvérnia-Ródano-Alpes, no departamento Allier. Estende-se por uma área de 47,67 km². Em 2010 a comuna tinha 1 487 habitantes (densidade: 31,2 hab./km²).